# إذاعة سيرتا إف إم
إذاعة سيرتا أف أم  إذاعة سيرتا أف أم أو كما تعرف بالفرنسية Cirta FM هي إذاعة محلية تابعة ل الإذاعة الجزائرية تبث من محطة قسنطينة وتشمل ولايات: ،قسنطينة، سكيكدة، ميلة، جيجل، باتنة، سطيف، قالمة أي الشمال الشرقي للجزائر على أمواج أف أم بذبذبات 93.9 FM و 103.8 FM.
تبث برامجها بالعربية لمدّة 18 ساعة يوميا على موجات الأف أم.

## وصلات خارجية
- الموقع الرسمي لإذاعة سيرتا أف أم
- استمع لإذاعة سيرتا أف أم

قالب:إذاعات جزائرية